# Mémorial de Tower Hill
Le mémorial de Tower Hill regroupe deux monuments commémoratifs appartenant à la Commonwealth War Graves Commission, situés sur Trinity Square, dans la colline de Tower Hill à Londres, en Angleterre. Les deux monuments, l'un dédié à la Première Guerre mondiale et l'autre à la Seconde, commémorent la mémoire des marins marchands et des pêcheurs tués par l'ennemi et qui n'ont pas de tombe connue. Le premier monument, le Mercantile Marine War Memorial, inauguré en 1928, est conçu par sir Edwin Lutyens. Le second, le Merchant Seamen's Memorial, conçu par sir Edward Maufe, est inauguré en 1955. Un troisième monument commémorant la mémoire des marins marchands tués lors de la Guerre des Malouines de 1982 est ajouté au site en 2005,.